# 北阿塞拜疆語
北阿塞拜疆語是阿塞拜疆語的分支，使用人數主要分佈在阿塞拜疆和鄰近的高加索地區，愛沙尼亞、格魯吉亞、哈薩克、吉爾吉斯、俄羅斯、土庫曼、烏茲別克和亞美尼亞也有少數人使用，羅馬字母是其官方文字，但較舊的西里爾字母仍普遍使用。北阿塞拜疆語是阿塞拜疆的官方語言，標準阿塞拜疆語以巴庫方言為基礎。雖然北阿塞拜疆語和南阿塞拜疆語的發音、構詞、語法和外來語有所不同，但兩者非常接近，ISO 639-3中把兩者都歸入大語言（Macrolanguage）「阿塞拜疆語」中。